# Emilia Slabounova
Emilia Edgardovna Slabounova (en russe : Эмилия Эдгардовна Слабунова est une femme politique russe née à Oufa le 7 octobre 1958. De 2015 à 2019, elle dirige le parti Iabloko. Slabounova est représentante de la Carélie à la Douma d'État depuis 2011.

## Biographie
Slabounova est élue à la présidence de Iabloko en décembre 2015. Elle est candidate à sa réélection en décembre 2019 mais est battue par Nikolaï Rybakov et finit à la troisième place.